# Ferdinand Hartmann
Christian Ferdinand Hartmann (Stoccarda, 1774 – Dresda, 1842) è stato un pittore tedesco.

## Biografia
Hartmann era il figlio minore del duca di Württemberg Johann Georg Hartmann (1731-1811) e di Juliane Friederike Spittler (1736-1799).
Aveva sei fratelli, una sorella e cinque fratelli, tra cui Johann Georg August von Hartmann, consigliere di Stato e presidente della Corte dei conti nel Württemberg, Friedrich von Hartmann, medico e naturalista (paleontologo) e Ludwig von Hartmann, imprenditore.
La casa del padre di Ferdinando Hartmann diventò un salotto letterario, che ospitò molti personaggi importanti, tra i quali: Friedrich Christoph Oetinger, Goethe, Schiller, Friedrich Hölderlin, Giustino Kerner, Ludwig Uhland, Gustav Schwab, Friedrich Rückert.
Hartmann studiò al Liceo Karl a Stoccarda e soggiornò spesso in Italia per approfondire le sue conoscenze e competenze.
Direttore dell'Accademia di Dresda, la sua opera più famosa è il Congedo di Ettore (1801).
Tra i suoi allievi più celebri, si può menzionare il pittore tedesco Johann August Krafft.

## Opere principali
- Helena von Venus und Amor zu Paris geführt, disegno, 1799;
- Eros und Anteros, pittura ad olio, Dresda, 1803;
- Sitzende Dame am Meer, acquerello;
- Entenjagd, disegno, 1833;
- Die Kinder Edmund und Isabella mit Hündchen, olio su tela, Monaco di Baviera, 1835;
- Die schöne Bertha, pittura ad olio, Monaco, Monaco, 1835;
- Der Finanzminister Ludwigs I, pittura a olio, Monaco di Baviera, 1837;
- Die Frau des Finanzministers,  olio su tela, Monaco di Baviera, 1837;
- Mädchen am Klavier,  olio su tela, Monaco di Baviera, 1837.